# Arkeologisk lokal

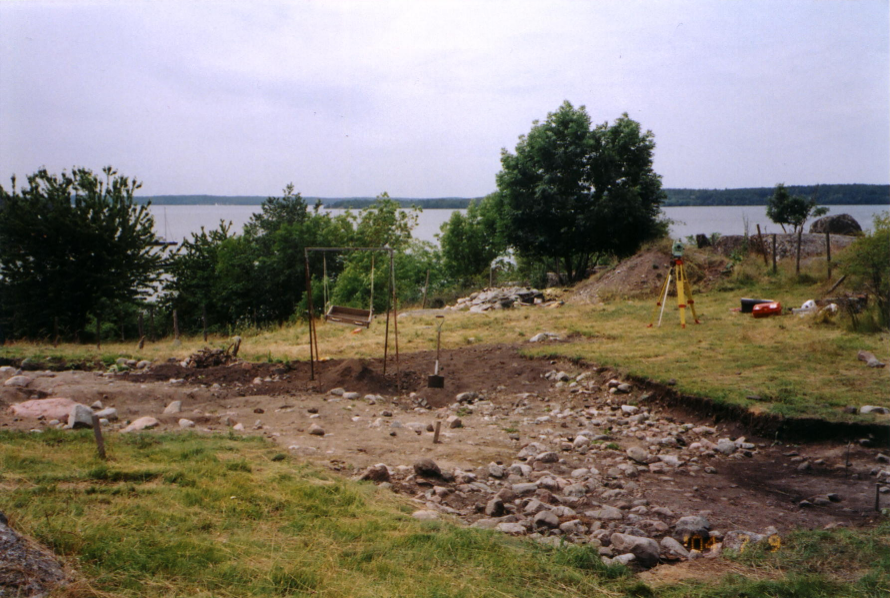
Utgrävning vid Birka

En arkeologisk lokal är en plats där en fornlämning påträffats. Begreppet "arkeologisk lokal" innefattar såväl platser som undersökts närmare vid en arkeologisk utgrävning, som platser som påträffats vid arkeologisk inventering och vars innehåll därför inte ännu är känt. 
Vidare kan begreppet användas både om monumentala lämningar, väl synliga för alla, till exempel en dös eller om platser som kan betraktas som oansenliga vid första påsynen. Detta gäller ofta till exempel boplatser från stenåldern som enligt antikvariskt språkbruk inte har någon "synlig utbredning".
En plats där endast något enstaka fornfynd, till exempel en stenyxa i en åker, påträffats benämns vanligen fyndplats. Om flera artefakter nedlagts tillsammans under vad som kan antas vara samma tid benämns fyndet "depåfynd".

## Kända lokaler
- Birka
- Uppåkra
- Ekornavallen
- Giza
- Stonehenge
- Sutton Hoo
- Uppsala högar
- Vallhagar
- Eketorps borg